# 马丁穆尼奥斯-德拉斯波萨达斯
马丁穆尼奥斯-德拉斯波萨达斯，是西班牙卡斯蒂利亚-莱昂塞戈维亚省的一个市镇。 总面积46平方公里，总人口446人（2001年），人口密度10人/平方公里。